# Myriophyllum dicoccum
Myriophyllum dicoccum är en slingeväxtart som beskrevs av F. Müll.. Myriophyllum dicoccum ingår i släktet slingor, och familjen slingeväxter. Inga underarter finns listade i Catalogue of Life.